# Luis Segura
Luis Segura (Santa Cruz de Mao, 21 giugno 1939) è un cantante dominicano, uno dei principali esponenti della bachata. I suoi contributi a questo genere musicale e i suoi successi discografici gli hanno valso il titolo di "padre della bachata".

## Biografia
Nacque a Santa Cruz de Mao, una piccola città nella provincia di Valverde, situata nel nord-ovest della Repubblica Dominicana.
La sua passione per la musica si sviluppò fin da bambino, quando girava per le strade della sua città intonando delle canzoni melodiche con degli strumenti musicali di sua costruzione. Da adolescente imparò a suonare la güira, la tambora, le maracas e vari strumenti a corda.
La sua carriera artistica iniziò nel 1963, quando partecipò ad un concorso televisivo dal nome Buscando una estrella [trad. Cercando una stella], dove ottenne il primo posto.
Nel 1964, con la realizzazione dell'album Cariñito de mi vida, ottenne successo e popolarità in tutta la Repubblica Dominicana. Da quel momento in avanti fu un susseguirsi di produzioni discografiche di grande successo. Tra queste merita di essere citata la canzone Pena por ti, uscita nel 1982, che divenne quasi un inno popolare.
Attualmente le sue produzioni discografiche sono più di 30, tutte di grande successo.